# 白秋明
白秋明（1994年8月30日—），黑龙江人，中國男子速度滑冰運動員。

## 生平
白秋明於2006年接觸速度滑冰運動。2013至14年的賽季，他在男子500米世界排名第37，因而取得2014年冬季奧運會的參賽資格，他最終以第35名完成賽事。

## 資料來源
1. ↑  .   [2014-02-19]. （原始内容存档于2014-07-20）.
2. ↑  速度滑冰男子500米比赛 白秋明排名第35 （页面存档备份，存于） 2014 2 11